# Маскулинизация
Маскулинизация (от лат. masculinus — мужчина, самец) — процесс накопления вторичных половых признаков мужского пола у особи женского пола. Проявляется как появление на теле и лице женщины избыточного количества волос, огрубение голоса и увеличение мышечной массы (развитие вторичных мужских половых признаков), изменения в эластичности кожи, угревая сыпь, нарушения менструального цикла, усиление полового влечения, выпадение волос на голове, рост волос на теле, лице, лобке и увеличение клитора. В некоторых случаях женские половые органы могут очень видоизмениться и стать похожими на мужской пенис. Проявление, усиление мужских черт в организме происходит под влиянием андрогенов.
Маскулинизация — явление возникающее в результате какого-либо гормонального нарушения или вследствие гормональной терапии.
Чаще употребляется по отношению к женскому полу, к мужскому — вирилизация.
Прием анаболических / андрогенных стероидов, так как эти стероиды являются синтетическими мужскими гормонами может привести к маскулинизации.
Проявления маскулинизации практически всегда являются необратимыми. Некоторые исследователи советуют избегать стероидов с высокой андрогенной активностью, а также значительных их дозировок.
Нандролон, скорее всего один из самых подходящих гормонов для женщин, так как его андрогенная активность намного ниже анаболической. Но даже в этом случае упомянутые «мягкие» анаболики могут привести к каким-либо осложнениям у женщин. Необходимо ограничивать их дозировку и длительность цикла.
В конце каждого цикла следует сделать длительный перерыв в приеме гормонов для того, чтобы организм смог восстановить свой гормональный баланс.
В демографии: изменение структуры населения по полу в сторону увеличения доли мужчин.